# روبرت إيفانز (لاعب كريكت)
روبرت إيفانز (24 فبراير 1954 في جامايكا - ) (بالإنجليزية: Rupert Evans)‏ هو لاعب كريكت بريطاني. لعب مع المقاطعات الوطنية للكريكيت الإنجليزي والويلزي ‏ وOxfordshire County Cricket Club ‏.

## وصلات خارجية
- روبرت إيفانز على موقع إي آس بي آن كريك إنفو (الإنجليزية)